# Ignazio Visco
Ignazio Visco (Napoli, 21 novembre 1949) è un economista e banchiere italiano, Governatore della Banca d'Italia dal 1º novembre 2011 al 31 ottobre 2023.

## Biografia

### Formazione e studi
Nato a Napoli nel 1949, da una famiglia originaria di Colli al Volturno in Molise, ha conseguito la maturità classica presso il Liceo Torquato Tasso di Roma e si è laureato in Economia e Commercio all'Università La Sapienza di Roma nel 1971, dove è stato allievo di Federico Caffè. L'anno seguente viene assunto in Banca d'Italia. Completa il periodo di perfezionamento dei suoi studi nel Dipartimento di Economia dell'Università della Pennsylvania, negli Stati Uniti d'America, dove ottiene un Master of Arts nel 1974 e un Ph.D. in Economia nel 1981.

### Carriera internazionale
Ha ricoperto ruoli importanti in numerosi organismi nazionali e internazionali; in particolare dal 1997 al 2002 è stato Capo Economista e Direttore dell'Economics Department dell'OCSE.
Dal 2007 al 2011 è stato vice-direttore generale della Banca d'Italia.

### Governatore della Banca d'Italia

#### Primo mandato

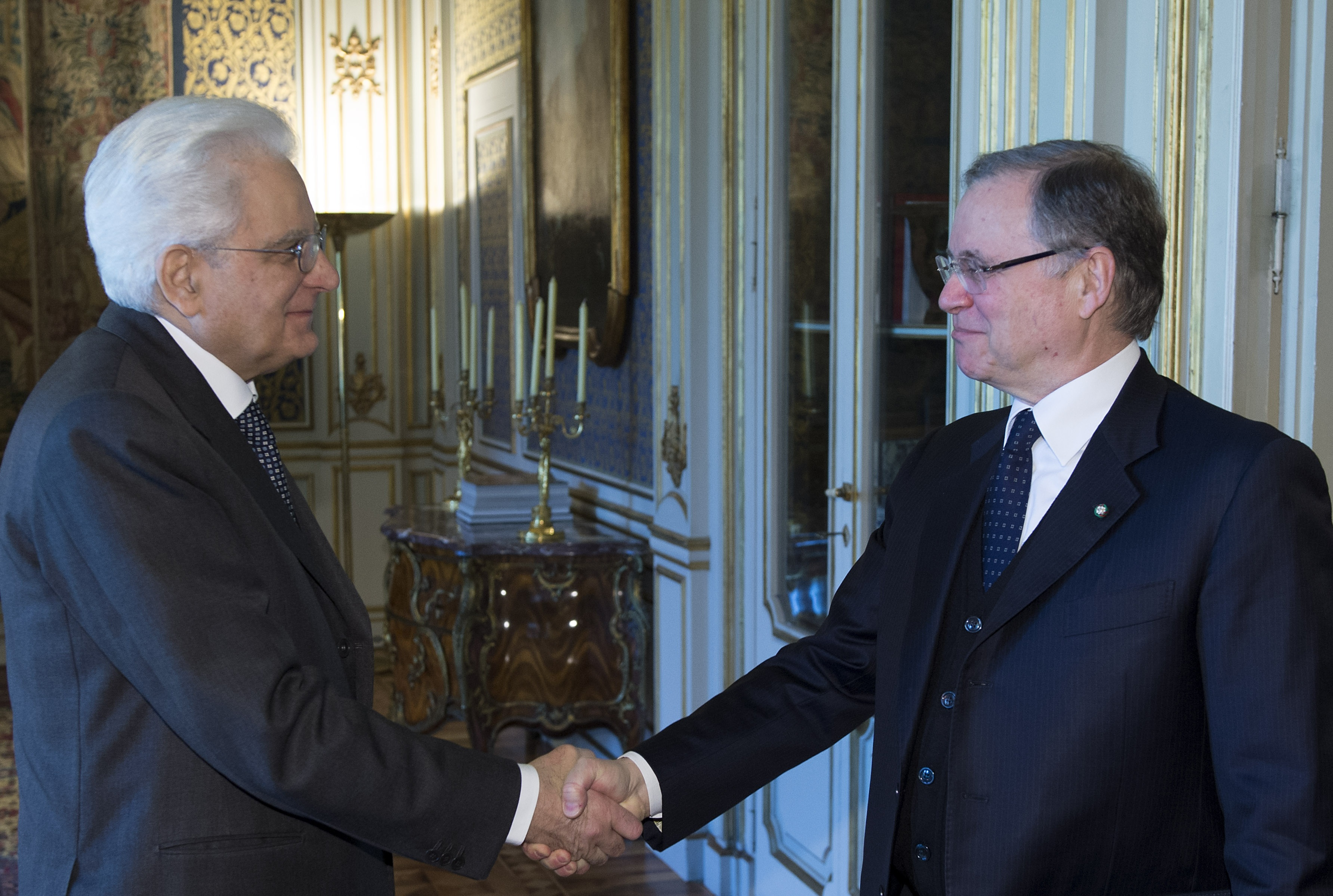
Ignazio Visco viene ricevuto dal Presidente della Repubblica Sergio Mattarella il 14 febbraio 2015

Il 20 ottobre 2011 è stato designato dal Presidente del Consiglio, Silvio Berlusconi, per ricoprire la carica di Governatore della Banca d'Italia al posto dell'uscente Mario Draghi, a sua volta nominato presidente della Banca centrale europea. Il successivo 24 ottobre, dopo il parere favorevole espresso all'unanimità dal Consiglio superiore della Banca d'Italia, la sua nomina è stata disposta con decreto del Presidente della Repubblica, Giorgio Napolitano.
La nomina di Visco ha destato qualche sorpresa: infatti non era dato per favorito alla successione rispetto a uno dei tre tra Fabrizio Saccomanni (direttore di Bankitalia preferito dall'uscente Draghi e dal presidente Napolitano), Vittorio Grilli (direttore del tesoro appoggiato da Giulio Tremonti e la Lega Nord) e Lorenzo Bini Smaghi (membro del direttivo della BCE ipotizzato da Berlusconi come terza soluzione). Alla fine la scelta di Visco è ricaduta come soluzione interna, di continuità con il passato e non preferita da Draghi.
Dal 1º gennaio 2013, ai sensi del DL n. 95/2012 (convertito in legge con modifiche dalla legge n. 135/2012) ricopre anche la carica di Presidente del Direttorio integrato dell'Istituto per la Vigilanza sulle Assicurazioni (IVASS).
In un documento sulle dichiarazioni patrimoniali e reddituali rese dai titolari di cariche elettive e direttive di alcuni enti, a cura della Presidenza del Consiglio dei Ministri ai sensi dell'art. 12 della legge 5 luglio 1982 n. 441, risulta che il manager vanti per il 2010, redditi annui pari a 405 201 €.

#### Secondo mandato
Il 17 ottobre 2017, a due settimane dalla scadenza del mandato da governatore di Bankitalia, la Camera dei deputati approva con 213 voti a favore, 97 contrari (Sinistra Italiana, Movimento 5 Stelle e Fratelli d’Italia) e 99 astenuti (Forza Italia e MDP) una mozione del Partito Democratico che chiede al governo, pur non esplicitamente, di non confermare il mandato a Visco come governatore. Infatti il segretario del Partito Democratico Matteo Renzi da tempo sembra essere contrario alla permanenza di Visco a palazzo Koch, e lo ha spesso criticato per la gestione delle diverse crisi che hanno coinvolto le banche italiane, tant'è che nella mozione si sottolineano le mancanze e gli errori commessi dalla vigilanza bancaria di Banca d’Italia negli ultimi anni, a cui Visco e Banca d’Italia si sono sempre difesi negando con forza le accuse e rivendicando la bontà del loro lavoro.
Tuttavia il mandato di Visco è stato rinnovato il 27 ottobre 2017 dal Presidente del Consiglio, Paolo Gentiloni, dopo le numerose polemiche dovute a presunte carenze nella sorveglianza del sistema bancario da parte di BankItalia.

## Vicende giudiziarie
Una denuncia presentata alla procura di Spoleto, dai soci che controllavano la Banca Popolare di Spoleto, avviano una indagine giudiziaria. Il 28 ottobre 2015 Visco viene indagato, insieme ai commissari della Banca d'Italia Giovanni Boccolini, Gianluca Brancadoro e Nicola Stabile.
Le indagini vengono archiviate il 20 settembre 2016 dal GIP di Spoleto, che accoglie la richiesta di archiviazione della procura.
La vicenda riguarda la vendita della Banca Popolare di Spoleto al Banco di Desio e della Brianza. La Banca Popolare di Spoleto, commissariata nel 2012 dalla Banca d'Italia, sarebbe stata venduta al Banco di Desio e della Brianza sebbene vi fosse un'offerta più conveniente da parte di una banca di Hong Kong, offerta poi rivelatasi falsa durante le indagini.

## Pubblicazioni
(elenco parziale)
- Price Expectations in Rising Inflation, North Holland, 1984;
- Saving and the Accumulation of Wealth (con A. Ando e L. Guiso), Cambridge University Press, 1994;
- L'economia italiana (con L. F. Signorini), il Mulino, 2002;
- Ageing and Pension System Reform (Rapporto per i Supplenti del Gruppo dei Dieci, presidente del Gruppo di lavoro), 2005;
- Investire in conoscenza, il Mulino, 2009;
- Investire in conoscenza. Crescita economica e competenze per il XXI secolo, Bologna, il Mulino, 2014;
- Anni difficili. Dalla crisi finanziaria alle nuove sfide per l'economia, Bologna, il Mulino, 2018.